# Spania franchistă
Spania Franchistă se referă la o perioadă din istoria Spaniei între 1936 și 1975, când Spania s-a aflat sub conducerea autoritară a lui Francisco Franco.
Regimul a fost format la 1 octombrie 1936, de către Francisco Franco și Comitetul Național de Apărare, fiind instaurat după victoria taberei regaliste în Războiul Civil. Pe lângă sprijinul intern, rebeliunea lui Franco a fost sprijinită de către Italia Fascistă și Germania Nazistă, în timp ce a doua republică spaniolă a fost sprijinită de Uniunea Sovietică comunistă.
Al Doilea Război Mondial a început la scurt timp după aceea, iar deși Spania a fost oficial neutră, ea a trimis o divizie specială de trupe în Rusia pentru a ajuta germanii la Operațiunea Barbarossa.
Odată cu moartea lui Franco, la 20 noiembrie 1975, Juan Carlos a devenit rege al Spaniei. El a început imediat procesul de o tranziție spre democrație, prin care Spania devenea o monarhie constituțională.
După moartea lui Franco în 1975, mulți spanioli au început să regrete regimul franchist, fenomen denumit de specialiști franchism sociologic.